# Emilia Bonkel
Emilia Suzanna Bonkel (Engels: Amelia Susan Bones) is een personage uit de Harry Potter-boekenreeks van de Britse schrijfster J.K. Rowling.
"Madame" Bonkel is de tante van Suzanne Bonkel, een jaargenote van Harry Potter. Ze is voorzitter van de Wikenweegschaar en behandelde ook de zaak waarin Harry moest voorkomen wegens Ongeoorloofd Spreukgebruik ten overstaande van een Dreuzel, nadat hij een Patronusbezwering had uitgesproken om zijn neef Dirk Duffeling en zichzelf te redden van twee Dementors. Madame Bonkel sprak tijdens de zitting haar bewondering uit over het feit dat zo'n jonge tovenaar (Harry was destijds net vijftien jaar oud) al een Patronusbezwering beheerste.
Aan het begin van het zesde boek komen we erachter dat Madame Bonkel is vermoord, hoogstwaarschijnlijk (althans volgens de lezing van Cornelis Droebel, de Minister van Toverkunst) door Heer Voldemort zelf. Droebel vertelt de "Dreuzelpremier" dat Voldemort weer leeft en dat ook de Dreuzelwereld in gevaar is, en tijdens dat gesprek blijkt dat de moord op Madame Bonkel ook in de Dreuzelwereld niet onopgemerkt is gebleven. In de Dreuzelwereld is echter geen verklaring gevonden voor het feit dat haar lichaam is gevonden in een huis waarvan de sloten op de deuren van binnenaf op slot gedraaid waren.